# 紀元前233年
紀元前233年（きげんぜんにひゃくさんじゅうさんねん）は、ローマ暦の年である。

## 他の紀年法
- 干支 : 戊辰
- 日本
  - 皇紀428年
  - 孝霊天皇58年
- 中国
  - 秦 - 始皇14年
  - 楚 - 幽王5年
  - 斉 - 斉王建32年
  - 燕 - 燕王喜22年
  - 趙 - 幽繆王3年
  - 魏 - 景湣王10年
  - 韓 - 韓王安6年
- 朝鮮 :
- ベトナム :
- 仏滅紀元 : 314年
- ユダヤ暦 :

## できごと

### 中国
- 秦の桓齮が趙を攻撃し、宜安・平陽・武城を奪った。
- 趙の李牧が大将軍となり、宜安・肥下で戦って、秦軍を撃破した。桓齮は敗走した。幽繆王は李牧を武安君に封じた。

## 死去
- 韓非、中国の思想家（* 紀元前280年）